# Scopula quinquelinearia
Scopula quinquelinearia là một loài bướm đêm trong họ Geometridae.